# 埃姆奇哈
49°40′49″N 31°9′21″E / 49.68028°N 31.15583°E
葉姆奇哈（烏克蘭語：Ємчиха）是位於烏克蘭北部的村莊，由基辅州奧布希夫區的米羅尼夫卡市鎮負責管轄。該村始建於1790年，面積25平方公里，海拔高度134米，2001年人口530，人口密度每平方公里21.2人。